# ITunes Originals – Fiona Apple
《iTunes Originals – Fiona Apple》은 미국의 싱어송라이터 피오나 애플이 발매한 아이튠즈 오리지널 음반 중 하나로, 2006년 2월 14일 미국에서 발매하였다. 이후 이듬해 12월 영국에서도 발매되었다. 라이브 트랙, 인터뷰 트랙, 정규 음반 트랙 등이 포함되었다.
이 음반은 아이튠즈를 통한 디지털 다운로드로만 발매되었다. 이후 날스 바클리가 《St. Elsewhere》로 더 많은 판매 기록을 깨기까지 가장 많은 기록을 보유하고 있었다.

## 트랙 리스트
1. "iTunes Originals"
2. "Tymps (the Sick in the Head Song)"
3. "I Want to Make People Happy" (인터뷰)
4. "Never Is a Promise"
5. "It Didn't Turn out How I Expected It to Turn Out" (인터뷰)
6. "Criminal" (아이튠즈 오리지널 버전)
7. "I Can't Remember How I Got There" (인터뷰)
8. "Shadowboxer" (아이튠즈 오리지널 버전)
9. "A 90 Word Album Title" (인터뷰)
10. "Fast as You Can" (아이튠즈 오리지널 버전)
11. "Your Crowbar, So Far" (인터뷰)
12. "I Know" (아이튠즈 오리지널 버전)
13. "It Was Just a Plastic Bag" (인터뷰)
14. "Paper Bag"
15. "The Making of Extraordinary Machine" (인터뷰)
16. "O' Sailor"
17. "A Pep Talk to Myself" (인터뷰)
18. "Extraordinary Machine" (아이튠즈 오리지널 버전)
19. "A Bird's Eye View of All of My Relationships" (인터뷰)
20. "Get Him Back" (아이튠즈 오리지널 버전)
21. "I Just Wanted to Leave" (인터뷰)
22. "Window"
23. "Finding the Key" (인터뷰)
24. "Better Version of Me"
25. "I'm Feeling Hopeful" (인터뷰)
26. "Waltz (Better Than Fine)